# Чемпионат Африки по дзюдо 2019
Чемпионат Африки по дзюдо 2019 года прошёл 25 — 27 апреля в городе Кейптаун (ЮАР).

## Медалисты

### Мужчины
| Весовая категория       | Золото                       | Серебро                         | Бронза                                                           |
| ----------------------- | ---------------------------- | ------------------------------- | ---------------------------------------------------------------- |
| Суперлёгкая (до 60 кг)  | Фрай Дхуиби · Тунис          | Бернардин Цала Цала · Камерун   | Салим Рабахи · Алжир Юнес Саддики · Марокко                      |
| Полулёгкая (до 66 кг)   | Мохамед Абделмавгуд · Египет | Имад Бассу · Марокко            | Ахмед Абелрахман · Египет Диого Цезар · Гвинея-Бисау             |
| Лёгкая (до 73 кг)       | Фетхи Нурин · Алжир          | Мохамед Моелдин · Египет        | Аден-Александр Хуссейн · Джибути Файе Нджие · Гамбия             |
| Полусредняя (до 81 кг)  | Мохамед Абделлал · Египет    | Абделазиз Бен Аммар · Тунис     | Абделрахман Мохамед · Египет Ашраф Мутии · Марокко               |
| Средняя (до 90 кг)      | Хатем Абд Эль-Ахер · Египет  | Абдерахман Бенамади · Алжир     | Абдерахман Диао · Сенегал Усама Махмуд Снусси · Тунис            |
| Полутяжёлая (до 100 кг) | Лиес Буякуб · Алжир          | Рамадан Дарвиш · Египет         | Доминик Дугассе · Сейшельские Острова Сейду Нджи Мулух · Камерун |
| Тяжёлая (свыше 100 кг)  | Мбагник Ндиайе · Сенегал     | Мохамед Софиан Белрекаа · Алжир | Ахмед Вахид · Египет Мохамед Эль-Мехди Лили · Алжир              |

### Женщины
| Весовая категория      | Золото                       | Серебро                                 | Бронза                                                |
| ---------------------- | ---------------------------- | --------------------------------------- | ----------------------------------------------------- |
| Суперлёгкая (до 48 кг) | Героней Уайтбуи · ЮАР        | Хаджер Месерем · Алжир                  | Умайма Бедиуи · Тунис Присцилла Моранд · Маврикий     |
| Полулёгкая (до 52 кг)  | Татьяна Цезар · Гвинея-Бисау | Сумия Ирауи · Марокко                   | Салимата Фофана · Кот-д’Ивуар Мерием Мусса · Алжир    |
| Лёгкая (до 57 кг)      | Гофран Хелифи · Тунис        | Ламия Алзенан · Египет                  | Ямина Халата · Алжир Диассонема Мукунгуи · Ангола     |
| Полусредняя (до 63 кг) | Амина Белкади · Алжир        | София Белаттар · Марокко                | Жасмин Мартин · ЮАР Элен Везеу Домбеу · Камерун       |
| Средняя (до 70 кг)     | Нихел Ладолси · Тунис        | Суад Беллакехал · Алжир                 | Аюк Отай Аррей Софина · Камерун Демос Мемнелум · Гана |
| Полутяжёлая (до 78 кг) | Каутар Уаллал · Алжир        | Унелле Сниман · ЮАР                     | Сара Марьям Мазуз · Габон Сара Мзугуи · Тунис         |
| Тяжёлая (свыше 78 кг)  | Нихел Шейх Руху · Тунис      | Ортенс Ванесса Мбала Атангана · Камерун | Сония Асселах · Алжир Кариман Шафик · Египет          |